# Maria Ondina Braga
Maria Ondina Braga (Braga, 13 de Janeiro de 1922 – Braga, 14 de Março de 2003), foi uma escritora, autora duma vasta obra multifacetada (contos, poesia, romances, crónicas, memórias) e tradutora portuguesa.

## Vida
Maria Ondina que nasceu em 1922 no coração da cidade de Braga (Av. Central), abandonou sua cidade no ano de 1956 para aperfeiçoar a língua inglesa em Londres, onde se licenciou em literatura Inglesa pela Royal Asiatic Society of Arts. Prosseguiu os seus estudos de línguas em França na Alliance Française, trabalhando como precetora de crianças. Regressou a Portugal em 1959, mas um ano depois parte para Angola, e Goa em 1961, finalmente em Macau como professora. Regressa para Lisboa em 1964 Além do seu obra como escritora, desenvolveu também a atividade de tradutora, traduzindo obras de Erskine Caldwell, Graham Greene, Bertrand Russell, Herbert Marcuse e Tzvetan Todorov... E colaborou em várias publicações periódicas como Diário de Notícias, Diário Popular, A Capital, Panorama, Colóquio/Letras e Mulher.
Incluindo na sua bibliografia a poesia e as crónicas de viagem, Maria Ondina Braga afirmou-se como ficcionista, sendo considerada um dos grandes nomes femininos da narrativa portuguesa contemporânea. Depois de ter vivido em Lisboa por muitos anos, voltou a Braga, onde morreu em 14 de Março de 2003 no lar Conde de Agrolongo.

## Obra[1]
| - O Meu Sentir, Braga (1949) - Poesia - Almas e Rimas (1952) - Poesia - Eu Vim para Ver a Terra (1965) - Crónicas - A China Fica ao Lado (1968) - Contos - Estátua de Sal (1969) - Romance - Amor e Morte (1970) - Contos - Os Rostos de Jano (1973) - Novelas - A Revolta das Palavras (1975) - Contos - A Personagem (1978) - Romance - Mulheres Escritoras (1980) - Biografias breves - Estação Morta (1980) - Contos - O Homem da Ilha e Outros Contos (1982) - Contos e Novelas | - A Casa Suspensa (1982) - Novela - Angústia em Pequim (1984) - Narrativa - Lua de Sangue (1986) - Bibliotecas: Memórias e mais dizeres (1988) - Nocturno em Macau (1991) - Romance - A Rosa de Jericó: contos escolhidos (1992) - Contos - Passagem do Cabo (1994) - Literatura de viagens - A Filha do Juramento (1995)-Contos - Vidas Vencidas (1998) - Quando o Claustro é Sem Ninguém (2000) - O Jantar Chinês e outros contos (2004) |

## Prémios recebidos
- 1966 - A China ficou ao lado - Prémio do concurso de Manuscritos do SNI
- 1970 - Amor e Morte - Prémio Ricardo Malheiros da Academia de Ciências de Lisboa (Contos traduzidos em espanhol, francês, polaco, húngaro, italiano, jugoslavo e alemão)
- 1991 - Nocturno em Macau (Romance, Prémio Eça de Queirós)
- 1998 - Vidas Vencidas (Grande Prémio de Literatura dst 2000)

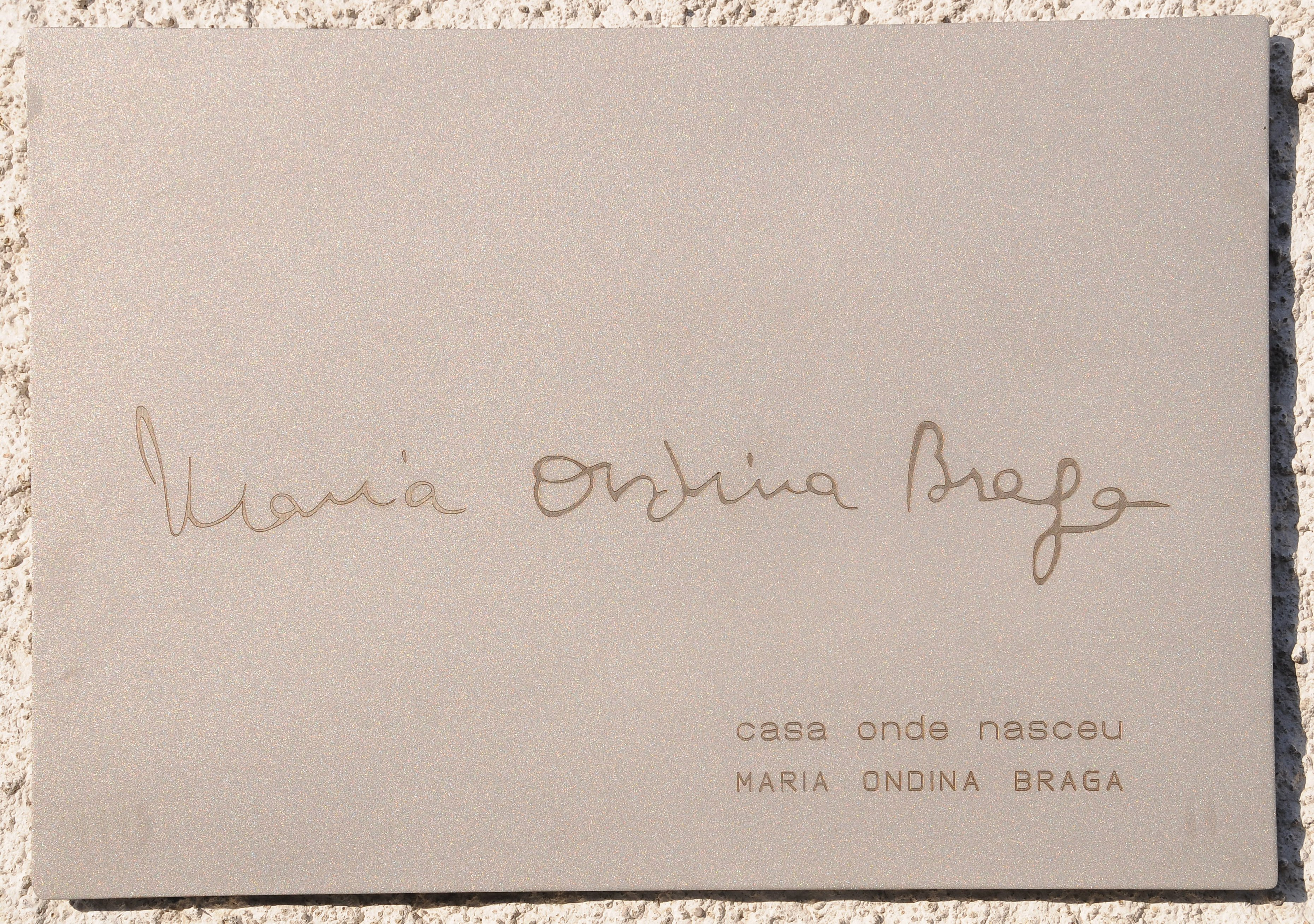
Placa afixada na casa onde nasceu Ondina Braga, Avenida Central, Braga.

## Grande Prémio de Literatura de Viagens Maria Ondina Braga
Em 2018 a Associação Portuguesa de Escritores com a Câmara de Braga criaram um prémio de literatura de viagem com o nome de Maria Ondina Braga.